# لیل آرتی
لیل آرتی (به انگلیسی: Lil RT) (زاده ژوئن ۲۰۱۴) یک رپر آمریکایی اهل آتلانتا، جورجیا است. او پس از انتشار آهنگ «۶۰ مایل» در یوتیوب مورد توجه قرار گرفت. مفسران محافظه کار از او و والدینش به دلیل محتوای صریح و مضامین بزرگسالانه در موسیقی‌اش انتقاد کرده‌اند.
در ژوئن ۲۰۲۴، ویدئویی از جشن تولد ۱۰ سالگی او در رسانه‌های اجتماعی منتشر شد. این فیلم زنان بالغی را در حال رقصیدن و توورکینگ برای لیل آرتی به تصویر می‌کشد. برخی از کاربران خواستار برخورد قانونی با والدین او شدند.